# Noailles (Marsiglia)
Noailles è un quartiere compreso nel 1° arrondissement di Marsiglia situato nel centro della città, nei pressi della Canebière.
Noailles è un quartiere popolare che ospita diverse comunità, soprattutto di origine africana (maghrebina e comoriana sono fra le più nutrite). Soprannominato ‹‹la pancia di Marsiglia››, il quartiere è conosciuto principalmente per il suo mercato nei pressi di Rue du Marché des Capucins ed i suoi numerosi negozi, talvolta molto antichi.

## Etimologia
Il quartiere deve il suo nome a Rue Noailles, creata nello stesso periodo della più conosciuta Canebière nel 1666; popolata inizialmente da famiglie abbienti, la nuova strada sarà battezzata come Rue des Nobles. Il costruttore Jean-Baptiste Chabert costruì più tardi, nel 1679, un hôtel particulier (l'hôtel de Noailles) che affitta al nobile Jacques de Noailles, da cui deriva il nome dell'intero quartiere.

## Storia
La storia del quartiere rimane principalmente legata a quella del convento dei Cappuccini e a Rue Noailles.
Nel 1665, i membri dell'ordine dei frati Cappuccini costruirono un convento su terreni acquistati nel 1579 da Caterina de Medici, in corrispondenza dell'odierno mercato des Capucins. Nel 1791 il convento è dichiarato patrimonio nazionale, i religiosi sono espulsi e i terreni circostanti vengono venduti. Della loro presenza, oggi rimangono solo i nomi del mercato e di Rue Longue-des-Capucins.
Rue Noailles resterà invece una via aristocratica fino alla fine del XVIII secolo. Oltre all'Hôtel de Noailles altri due palazzi importanti furono costruiti sulla stessa via nel XVI secolo: l'hôtel de Manse (in seguito hôtel de Mazargues) e l'hôtel Mirabeau, costruito da Jean-Antoine Riqueti de Mirabeau. La via diviene popolata dalla ricca borghesia, divenendo dopo la Rivoluzione francese il centro del commercio più fiorente. Con l'incremento dei traffici, i ricchi commercianti si spostano verso Rue Saint-Ferréol e Rue Noailles diventa sempre più popolata. Le amministrazioni locali decisero perciò di intraprendere un piano per il suo allargamento (nel 1860) a favore della Canebière, comportando di conseguenza la sparizione della via e la demolizione dei palazzi del XVII secolo sul lato est.
Oggi Noailles è un quartiere popolare, dove le condizioni esterne ed interne dei palazzi sono in parecchi casi fatiscenti.

## Strade e monumenti
La stazione di Noailles, situata nella parte più alta di Rue du Marché des Capucins, è costruita nel 1837, convertita nel 1887 in camera del lavoro. Ospita oggi i locali dell'unione dipartimentale del sindacato Force Ouvrière. Viene poi costruita la prima linea di tranvia nei sotterranei, messa in servizio il 23 dicembre 1893. La stazione dà oggi accesso alla stazione Noailles della metropolitana di Marsiglia, alla tranvia e ad un piccolo museo che ripercorre la storia dei trasporti cittadini.
Noailles ospita un gran numero di commerci alimentari (frutta e legumi, spezie, macellerie, pescherie) e di prodotti d'importazione orientale e africana (artigianato e tessuti) nelle vie adiacenti al mercato, come Rue Longue-des-Capucins, Rue d'Aubagne et Rue halle de la Croix. Alcune botteghe del quartiere sono molto antiche, come l'erboristeria "Père Blaise" (dal 1815) e la ferramenta "Empereur" (dal 1827).
L'antico Grand Hôtel Noailles, tra la Canebière e boulevard Garibaldi aperto nel XIX secolo, è diventato stazione di polizia.